# التمثيل المتجهي للكلمات
التمثيل المتجهي للكلمات هي تطبيق النماذج المستعملة لتضمين الكلمات في أشعة رياضية.